# Saison 12 de NCIS : Los Angeles
 (mai 2021).
Si vous disposez d'ouvrages ou d'articles de référence ou si vous connaissez des sites web de qualité traitant du thème abordé ici, merci de compléter l'article en donnant les références utiles à sa vérifiabilité et en les liant à la section « Notes et références ».
Chronologie
Saison 11 Saison 13
Cet article présente le guide des épisodes de la douzième saison de la série télévisée américaine NCIS : Los Angeles.

## Généralités
Aux États-Unis et au Canada, cette saison est diffusée du 8 novembre 2020 au 23 mai 2021 sur le réseau CBS et Global.

## Distribution

### Acteurs principaux
- Chris O'Donnell (VF : Jean-Philippe Puymartin) : Agent Spécial G. Callen (né Grisha Alexandrovich Nikolaev)
- LL Cool J (VF : Sidney Kotto) : Agent Spécial Sam Hanna
- Daniela Ruah (VF : Laëtitia Lefebvre) : Agent Spécial Kensi Blye
- Eric Christian Olsen (VF : Axel Kiener) : Lieutenant Marty Deeks
- Linda Hunt (VF : Marie-Martine) : Henrietta « Hetty » Lange
- Barrett Foa (VF : Olivier Jankovic) : Eric Beale
- Renée Felice Smith (VF : Jessica Barrier) : Nell Jones
- Medalion Rahimi (VF : Chloé Renaud) : Agent Spécial du NCIS Fatima Namazi
- Caleb Castille  : Agent Spécial du NCIS Devin Roundtree

### Acteurs récurrents et invités
- Vyto Ruginis : Arkady Kolchek (Episode 1 & 7 & 13-14) - Ancien espion russe, ami de Callen & père d’Ana
- Marsha Thomason : Nicole DeChamps (Episode 4) - Agent spécial du NCIS
- Bar Paly : Anastasia « Anna » Kolcheck (Episode 4 & 12-13-14) - Fille d'Arkady Kolcheck et petite-amie de Callen
- Erik Palladino : Vostanik Sabatino (Episode 8 & 9)
- Kayla Smith : Kamran Hanna (Episode 6-7 & 9-10 & 12) - Fille de Sam

## Épisodes

### Épisode 1:Cloué au sol
- États-Unis /  Canada : 8 novembre 2020 sur CBS / Global
- Belgique : 2 mars 2022 sur RTL-TVI
- France : 20 juillet 2024 sur M6

- États-Unis : 6,35 millions de téléspectateurs

### Épisode 2:Crimes de guerre
- États-Unis /  Canada : 15 novembre 2020 sur CBS / Global
- Belgique : 2 mars 2022 sur RTL-TVI
- France : 20 juillet 2024 sur M6

- États-Unis : 6,11 millions de téléspectateurs (première diffusion)

### Épisode 3:Le missile fantôme
- États-Unis /  Canada : 22 novembre 2020 sur CBS / Global
- Belgique : 9 mars 2022 sur RTL-TVI
- France : 20 juillet 2024 sur M6

- États-Unis : 5,60 millions de téléspectateurs (première diffusion)

### Épisode 4:Cash Flow
- États-Unis /  Canada : 6 décembre 2020 sur CBS / Global
- Belgique : 9 mars 2022 sur RTL-TVI
- France : 20 juillet 2024 sur M6

- États-Unis : 4,56 millions de téléspectateurs (première diffusion)

### Épisode 5:Le réveil des morts
- États-Unis /  Canada : 6 décembre 2020 sur CBS / Global
- Suisse :
- Belgique : 16 mars 2022 sur RTL-TVI
- France : 20 juillet 2024 sur M6

- États-Unis : 3,86 millions de téléspectateurs (première diffusion)

### Épisode 6:Si le destin le permet
- États-Unis /  Canada : 13 décembre 2020 sur CBS / Global
- Suisse :
- Belgique : 16 mars 2022 sur RTL-TVI
- France : 27 juillet 2024 sur M6

- États-Unis : 6,04 millions de téléspectateurs (première diffusion)

- Moon Bloodgood (Katherine Casillas) - Courtière en assurance et petite-amie de Sam

### Épisode 7:À contretemps
- États-Unis /  Canada : 3 janvier 2021 sur CBS / Global
- Suisse :
- Belgique : 23 mars 2022 sur RTL-TVI
- France : 27 juillet 2024 sur M6

- États-Unis : 5,73 millions de téléspectateurs (première diffusion)

### Épisode 8:L'amour, ça tue
- États-Unis /  Canada : 10 janvier 2021 sur CBS / Global
- Suisse :
- Belgique : 23 mars 2022 sur RTL-TVI
- France : 27 juillet 2024 sur M6

- États-Unis : 5,89 millions de téléspectateurs (première diffusion)

### Épisode 9:Un fait accompli
- États-Unis /  Canada : 17 janvier 2021 sur CBS / Global
- Suisse :
- Belgique : 30 mars 2022 sur RTL-TVI
- France : 27 juillet 2024 sur M6

- États-Unis : 5,57 millions de téléspectateurs (première diffusion)

### Épisode 10:La Fille de l'homme-grenouille
- États-Unis /  Canada : 14 février 2021 sur CBS / Global
- Suisse :
- Belgique : 30 mars 2022 sur RTL-TVI
- France : 27 juillet 2024 sur M6

- États-Unis : 6,15 millions de téléspectateurs (première diffusion)

### Épisode 11:Russie, Russie, Russie
- États-Unis /  Canada : 21 février 2021 sur CBS / Global
- Suisse :
- Belgique : 6 avril 2022 sur RTL-TVI
- France : 3 août 2024 sur M6

- États-Unis : 5,20 millions de téléspectateurs (première diffusion)

### Épisode 12:Jamais loin des yeux
- États-Unis /  Canada : 28 février 2021 sur CBS / Global
- Suisse :
- Belgique : 6 avril 2022 sur RTL-TVI
- France : 3 août 2024 sur M6

- États-Unis : 5,83 millions de téléspectateurs (première diffusion)

### Épisode 13:Cache-cache
- États-Unis /  Canada : 28 mars 2021 sur CBS / Global
- Belgique : 13 avril 2022 sur RTL-TVI
- France : 3 août 2024 sur M6

- États-Unis : 5,57 millions de téléspectateurs (première diffusion)

### Épisode 14:Les Nobles demoiselles
- États-Unis /  Canada : 4 avril 2021 sur CBS / Global
- Belgique : 13 avril 2022 sur RTL-TVI
- France : 3 août 2024 sur M6

- États-Unis : 5,55 millions de téléspectateurs (première diffusion)

### Épisode 15:Syndrome de l'imposteur
- États-Unis /  Canada : 2 mai 2021 sur CBS / Global
- Belgique : 27 avril 2022 sur RTL-TVI
- France : 3 août 2024 sur M6

- États-Unis : 5,48 millions de téléspectateurs (première diffusion)

### Épisode 16:Signes de changement
- États-Unis /  Canada : 9 mai 2021 sur CBS / Global
- Belgique : 27 avril 2022 sur RTL-TVI
- France : 10 août 2024 sur M6

- États-Unis : 5,60 millions de téléspectateurs (première diffusion)

### Épisode 17:De l'autre côté du miroir
- États-Unis /  Canada : 16 mai 2021 sur CBS / Global
- Belgique : 11 mai 2022 sur RTL-TVI
- France : 10 août 2024 sur M6

- États-Unis : 5,85 millions de téléspectateurs (première diffusion)

### Épisode 18:Le Conte des deux Igors
- États-Unis /  Canada : 23 mai 2021 sur CBS / Global
- Belgique : 11 mai 2022 sur RTL-TVI
- France : 10 août 2024 sur M6

- États-Unis : 6,18 millions de téléspectateurs (première diffusion)